# Fehéroroszország történelme
Fehéroroszország (vagy Belarusz) történelme egészen az őskorig nyúlik vissza, bár a beloruszok első független állama csak 1991-ben jött létre. A keleti szláv törzsek megtelepedése után a Kijevi Rusz foglalta el első nagyobb államalakulatukat, a Polocki Fejedelemséget. Miután a mongolok 1240-ben megdöntötték a kijevi államot, Fehéroroszország mai területét a Litván Nagyfejedelemség hajtotta uralma alá, amely később egyesült Lengyelországgal. Az ortodox vallású, szláv nyelvű ruténok (a beloruszok és ukránok elődei) Litvánia lakosságának többségét tették ki és mivel a litvánoknak akkor nem volt írásbeliségük, a rutén nyelvet és a cirill betűs írásukat használták a közigazgatásban. Lengyelország-Litvánia a 17. században meggyengült, a 18. században pedig a szomszéd nagyhatalmak felosztották egymás között. Belarusz az Orosz Birodalomhoz került. Bár a cári hatóságok megpróbálták eloroszosítani, itt is megindultak a nemzeti mozgalmak.
Az első világháborúban a keleti front évekig az ország területén húzódott. A megszálló németek jóváhagyásával 1918-ban megalakult az első belorusz állam, amely azonban rövid életű volt, mert a németek kivonulása után Szovjet-Oroszország szállta meg az országot és tanácsköztársaságot hoztak létre. A lengyel-szovjet háború eredményeképpen az országot a Curzon-vonal mentén kettéosztották, nyugati fele Lengyelországhoz, a keleti a Szovjetunióhoz került. Miután Hitler 1939-ben megtámadta Lengyelországot, a szovjetek bevonultak Nyugat-Fehéroroszországba és a Belorusz SZSZK-hoz csatolták. A második világháborúban sokat szenvedett az ország, lakosságának jelentékeny részét (750 ezer és 3 millió között) elvesztette, ipara elpusztult. A világháború után főleg a gépjárműgyártás és a vegyipar fejlődött, Belarusz a szovjet gazdaság „összeszerelőüzemévé” vált.
A Szovjetunió szétesése után Belarusz 1991. augusztus 25-én kinyilvánította függetlenségét. Az 1994-es elnökválasztást Aljakszandr Lukasenka nyerte, aki diktatórikus rezsimet épített ki és azóta is az ország vezetője. Belarusz szoros kapcsolatokat ápol Oroszországgal, 2015-ben alapító tagja volt a Eurázsiai Gazdasági Uniónak.

## Őstörténet

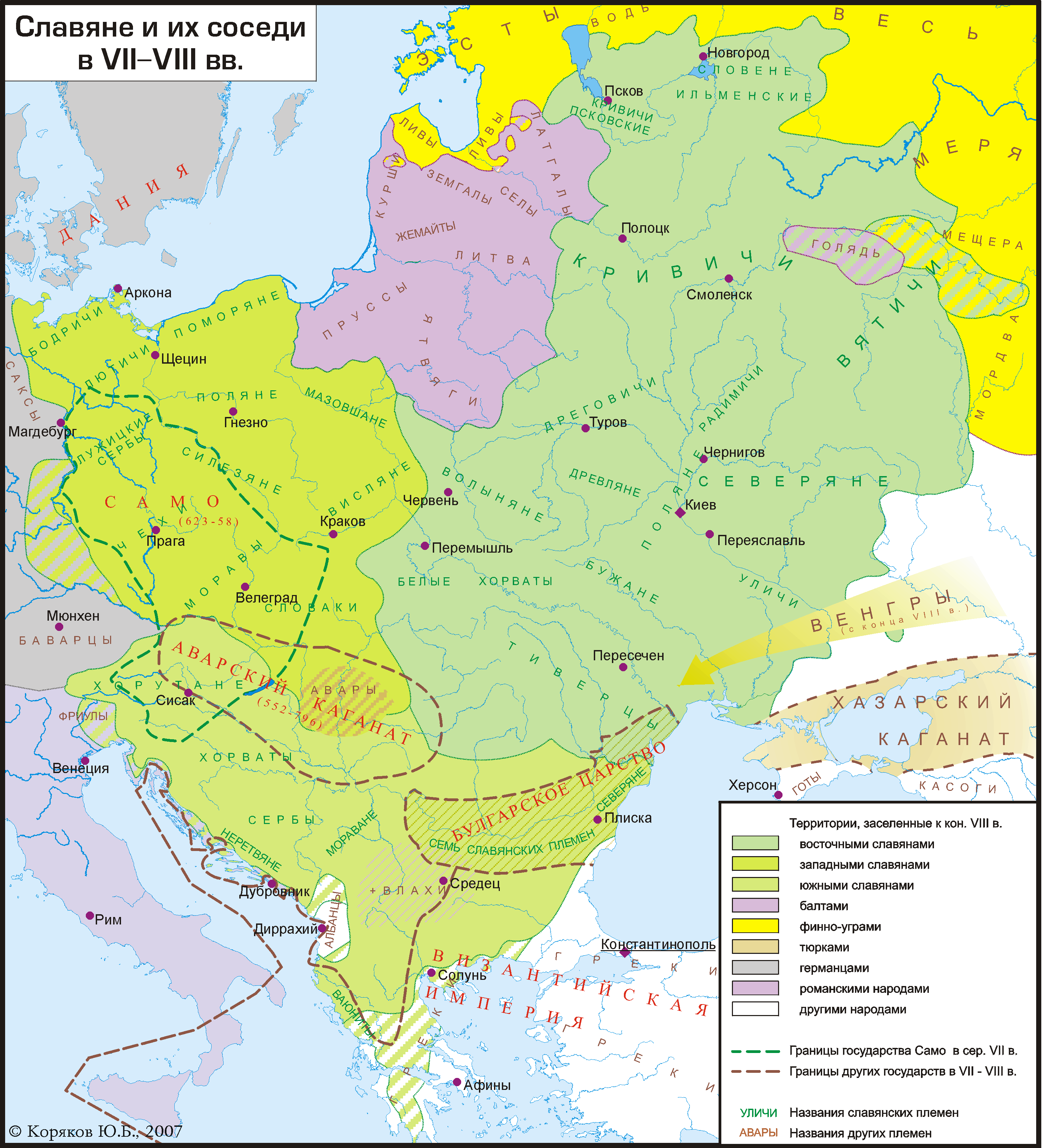
Szláv törzsek a 7-8. században

Az ember első nyomait a mai Fehéroroszországban a Mahiljovi és a Homeli területen találták meg. A neandervölgyiek által készített kovakő szerszámok a középső őskőkorból, a 35-100 ezer évvel ezelőtti korszakból származnak. A cromagnoni ember megjelenéséről két feltárt táborhelyük árulkodik szintén a Homeli területen, Berdizs és Jurovicsi falvak mellett; ezek 24-27 ezer évesek. Az eljegesedések ezután lakhatatlanná tették a tájat, csak a jégkorszak vége után, 8-10 ezer éve települt vissza ide az ember.
A mai Belarusz területére i.e. 3. évezredben kezdtek betelepülni az indoeurópai népek. Egy kőbányában megtalálták az i.e. 2. évezredben élő, a zsinegdíszes kerámia kultúrájához tartozó 30-40 éves férfi teljes koponyáját és arcrekonstrukció készült róla; ő az ország legkorábbi lakója, akinek ismerjük az arcát. A leletek tanúsága szerint a közép-dnyeperi kultúra is jelen volt a régióban.
Valamikor a 6-8. században keleti szlávok költöztek a régióba és elkeveredtek a már itt élő balti és finnugor törzsekkel. A mai belorusz nép kialakulásáról több nézet is létezik. Egyik szerint igen korán, a 8-9. században elkezdtek elkülönülni és a dregovics (akik a mai Fehéroroszország középső és déli vidékén éltek), krivics (a Nyugati-Dvina felső és középső folyása, valamint a Felső-Dnyeper) és radimics (a Szozs-folyó völgye) törzsek (és több kisebb szláv és balti törzs) összeolvadásából keletkeztek. Más vélemények szerint beloruszokról csak a középső középkortól (miután a Litván Nagyfejedelemség elfoglalta a területet) lehet beszélni; azelőtt az itt lakók nem különültek el a ruszoktól (óoroszoktól).

## A Kijevi Rusz

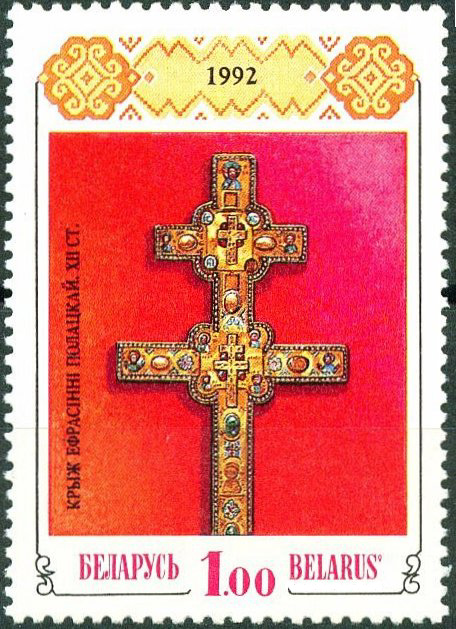
Polocki Szent Eufrozina keresztje egy belorusz bélyegen

A 8-9. századra a népesség megnőtt, kialakultak a kereskedelmi kapcsolatok és megjelentek az első városok. Közülük a legnagyobb Polock volt, amelyet a krónikák először 862-ben említenek. Jelentős település volt még Vityebszk (alapítva 974-ben), illetve Turov (első említése 980-ban).
A 9. század végén a viking származású Rurik és leszármazottai létrehozták a Kijevi Ruszt, amely rövid időn belül valamennyi keleti szláv törzset uralma alá hajtotta. A belorusz területeken elhelyezkedő Polocki, Turovi és Grodnói fejedelemségek is adót fizettek neki. A 10. század közepén Polock fejedelme a nem Rurik-leszármazott Rogvolod volt. 980 körül a skandináv száműzetésből visszatérő kijevi Vlagyimir feleségül kérte a lányát, Rognyedát és amikor visszautasították elfoglalta a várost, Rogvolodot és családját megölte, Rognyedát pedig erővel tette a feleségévé. Ekkortól kezdve Polock urai Vlagyimir, illetve legidősebb fia, Izjaszláv leszármazottai (az elkülönülő Rogvolodovics-ág) voltak. Ebben egyediek voltak a Rurikovics-dinasztiában, ugyanis a többi várost, illetve fejedelemséget az aktuális kijevi nagyfejedelem rokonai irányították. A Polocki Fejedelemség „kilógott” a Kijevi Rusz rendjéből, gyakorlatilag félig-meddig önállónak számított és több alkalommal háborút vívott a kijevi nagyfejedelem ellen. A Baltikumban is terjeszkedett és több kisebb balti törzset uralma alá hajtott. A 10-12. században kiterjesztette fennhatóságát a mai Fehéroroszország nagy részére és Litvánia, valamint Oroszország Szmolenszki területének egyes részeire is.
Ebben a korban jött létre az ország mai nagyvárosainak jelentős része – Vavkaviszk (1005), Breszt (1019), Minszk (1067), Orsa (1067), Pinszk (1097), Bariszav (1102), Szluck (1116), Hrodna (1128), Homel (1142). A városok a gazdasági, politikai és kulturális élet központjai voltak. A 10. század végén elkezdődött a cirill betűs írás elterjedése.
A Polocki Fejedelemség II. Vszeszláv idején ért hatalma csúcsára. Halála után birtokait szétosztotta hét (vagy hat) fia között és az állam innentől kezdve elvesztette korábbi jelentőségét és Kijev kiterjesztette rá uralmát.
A 12. század második felében a Kijevi Rusz feudális anarchiába süllyedt és elkezdett szétesni. Miután a tatárok 1240-ben elfoglalták és feldúlták Kijevet, az állam gyakorlatilag megszűnt és kisebb fejedelemségekre hullott szét; ezeknek nagy része a tatár kán adófizető vazallusává vált.

## A Litván Nagyfejedelemségben

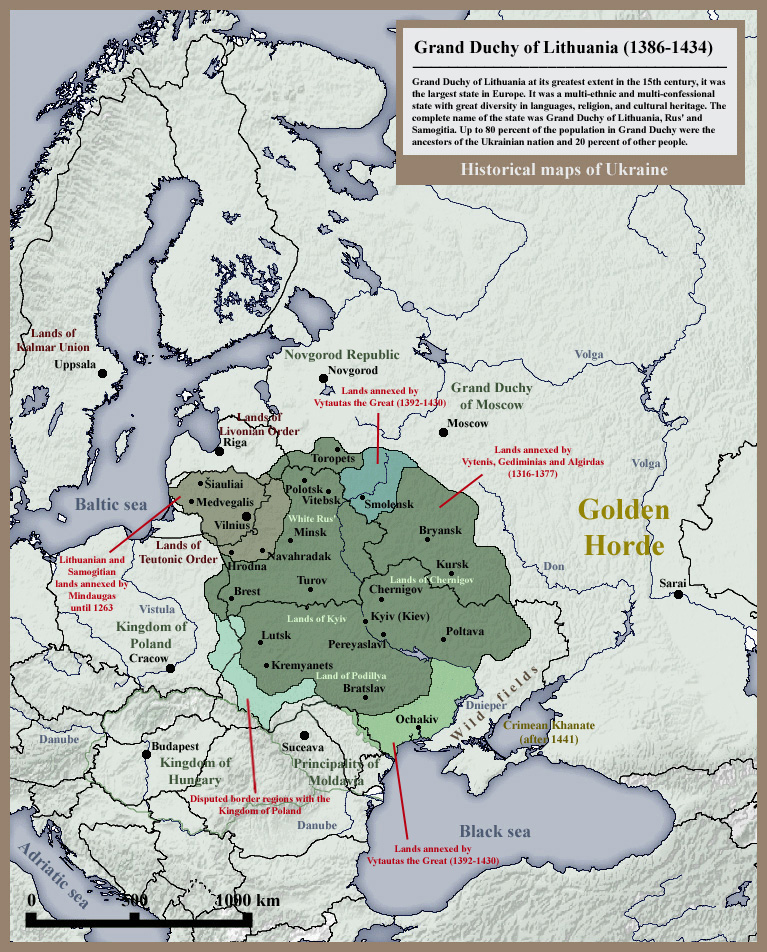
A Litván Nagyfejedelemség a 15. században

A hatalmi vákuumot az erősödő Litván Nagyfejedelemség használta ki. A litván törzseket Mindaugas egyesítette a 13. század elején és már ő elkezdte – amit utódai folytattak –, hogy hol fegyverrel, hol dinasztikus házassággal, fokozatosan uralma alá hajtsa a volt Kijevi Rusz északnyugati részét. A 14. század végére keleten egészen Szmolenszkig, délen pedig a Fekete-tengerig jutottak (vagyis a mai Belarusz teljes egészét magába foglalta). Ekkoriban már használták a Fehéroroszország kifejezést a mai Belarusz középső és keleti felére; nyugati részének neve Feketeoroszország volt (a mai Nyugat-Ukrajna pedig Vörös Oroszország). A pogány és írásnélküli litvánok államában hamarosan többségbe jutottak a szlávok (az ún. rutének). A nagyfejedelemség hivatalos ügyeit rutén nyelven (az ún. nyugatorosz kancelláriai nyelv), cirill betűs írással intézték és addig pogány lakosai között kezdett elterjedni az ortodox kereszténység. Azzal, hogy a beloruszok külön államba jutottak és nem a Moszkvai Nagyfejedelemség terjesztette ki rájuk uralmát, lehetővé vált (vagy felgyorsult) külön nemzetté fejlődésük. Ezt elősegítette az ortodox liturgiai nyelv helyi viszonyokhoz való alkalmazkodása is.
A pogány nagyfejedelmek többnyire türelmesek voltak keresztény alattvalóik vallásgyakorlásával kapcsolatban, bár előfordult, hogy a hittérítőket kivégezték, vagy az új templomok építését megtiltották (pl. Vicebszkben). A kereszténység helyzete 1386-ban változott meg, amikor Jogaila nagyfejedelem feleségül vette a lengyel királynőt, Hedviget és egyúttal katolikus hitre tért. Litvánia keresztény országgá vált (bár a pogány litvánok inkább katolikusok lettek). I. Zsigmond 1511-ben a katolikus egyháznak megfelelő autonómiát biztosított az ortodox papságnak is; ezt 1531-ben kiterjesztették és kivonták őket a katolikus püspökök fennhatósága alól.
Bár a rutén nyelvet hivatalos célra széleskörűen használták, irodalmi művek ebben a korban – néhány krónika kivételével – nem születtek. Az első belorusz nyelvű (cirill betűs) nyomtatott könyv 1517-ben készült, Franciszk Szkarina készíttette Prágában. Röviddel később Polockban maga is felállított egy nyomdát és kiadta rutén/belorusz nyelven a Bibliát és néhány más vallási témájú könyvet.

## Lengyelország-Litvániában

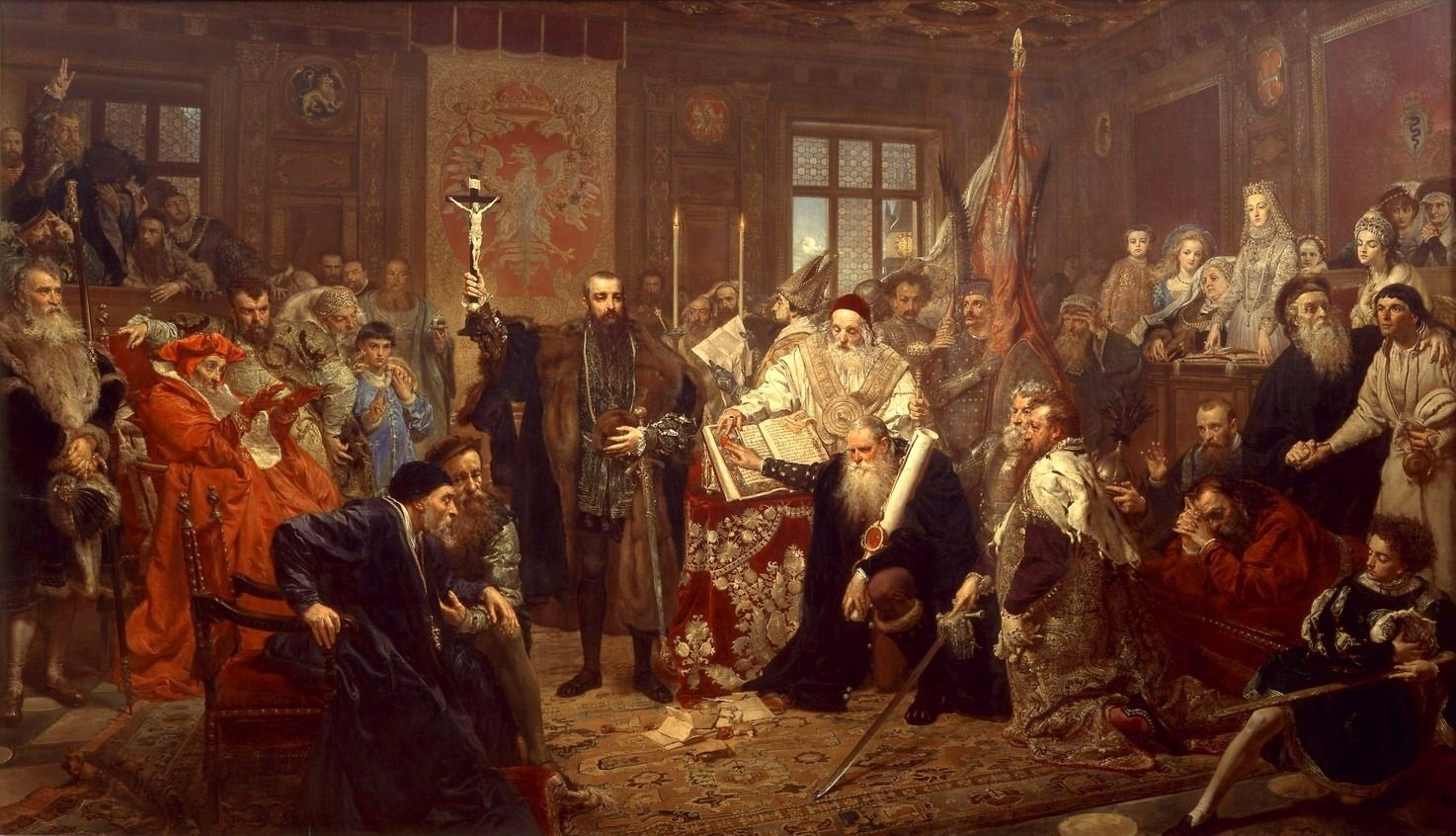
A lublini unió (Jan Matejko képe, 1869)

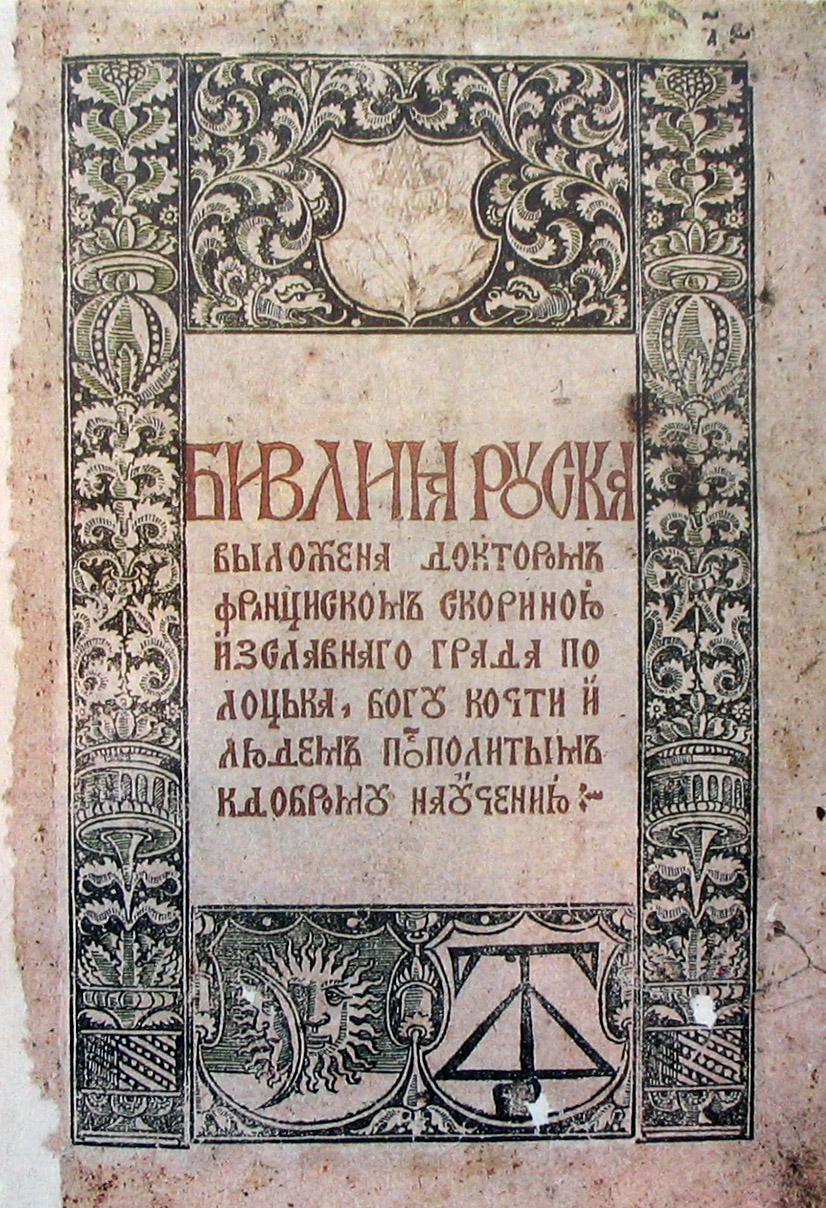
Skaryna rutén bibliája

1569-ben a lublini unióval az addigi perszonálunió helyett létrejött a közös lengyel-litván állam. A Litván Nagyfejedelemséghez tartozó ukrajnai területek átkerültek Lengyelországhoz, de a mai Belarusz továbbra is litván fennhatóság alatt maradt. A nagyfejedelemség jelentős autonómiával rendelkezett, többek között megmaradt saját polgári törvénykönyve. Fehéroroszország legnagyobb városa ebben az időszakban Mahiljov volt, de Vicebszk, Polack, Pinszk, Szluck és Breszt lakossága is meghaladta a 10 ezret. Vilniusban is jelentékeny rutén lakosság élt.
A népesség etnikai összetétele nem változott jelentős mértékben. A rutének döntő többsége paraszt volt, míg a földbirtokosok a litvánok, lengyelek, oroszok közül kerültek ki. A városi lakosság jelentékeny részben zsidókból állt, akik monopolizálták a kereskedelmet. A nemesség (amely a középkorban nem kis mértékben rutén származású és ortodox vallású volt) fokozatosan ellengyelesedett. Különösen igaz volt ez a dúsgazdag oligarcha családokra (a Sapiehákra és Radziwiłłekre), akik nagyobb vagyon fölött rendelkeztek, mint a király és gyakorlatilag állam voltak az államban. A mágnások saját városokat alapítottak, ahová Nyugat-Európából telepítettek be skótokat, németeket vagy olaszokat. A rutén jobbágyok a jogfosztottság és túladóztatás elől Ukrajnába, a Zaporizzsjai Szics kozákjai közé menekültek.
Az 1573-as varsói konföderáció deklarálta a vallásszabadságot, ennek ellenére III. Zsigmond a jezsuiták segítségével megpróbálta terjeszteni a katolicizmust a nép körében. 1595-ben a kijevi ortodox metropolita aláírta a breszti uniót, azaz szakított a konstantinápolyi pátriárkával és elfogadta a római pápa főségét (és ezzel gyakorlatilag létrehozta a görögkatolikus egyházat). Bár a püspökök és a király támogatták az uniót, a nép és a kozákok körében jelentős ellenállás volt tapasztalható. Még 1595-ben Szeverin Nalivajko és kozákjai fellázadtak, elfoglalták Szluckot és Mahiljovot és lemészárolták a lengyeleket. A lakosság egy része ortodox maradt, mások görögkatolikusok lettek. A helyzetet tovább bonyolította, amikor a 17. század közepén a moszkvai Nyikon pátriárka reformjai elől sok óhitű pravoszláv Litvániába menekült, ahol szabadon gyakorolhatták vallásukat.

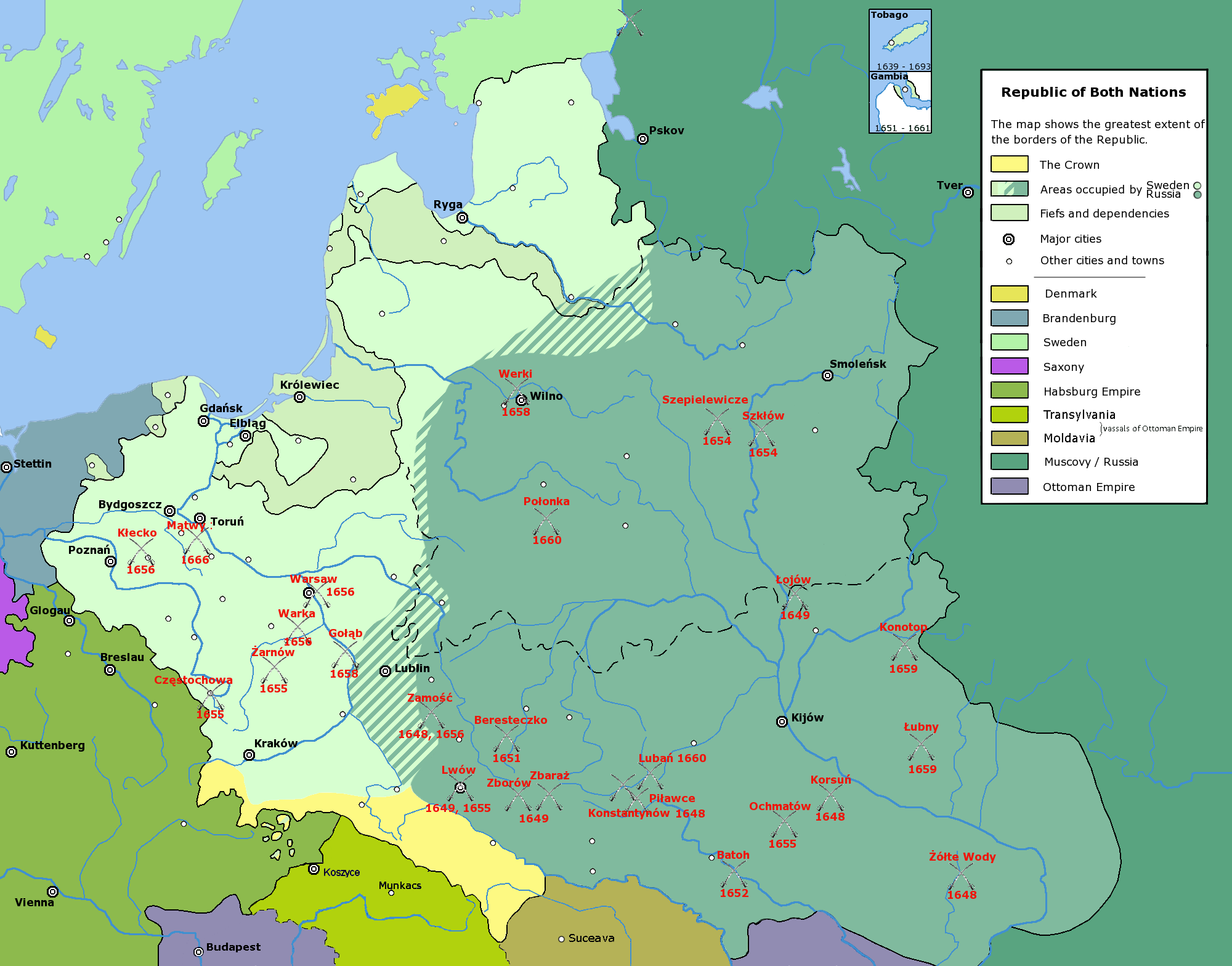
Lengyelország-Litvánia megszállása az Özönvíz idején

A 17. század közepén egymást követő vesztes háborúk (az ún. Özönvíz) eredményeképpen véget ért az addigi gazdasági gyarapodás és Lengyelország-Litvánia elvesztette nagyhatalmi státuszát. A balszerencsés időszak 1648-ban kezdődött, amikor Bohdan Hmelnickij vezetésével fellázadtak a kozákok. Bár 1651-ben legyőzték, őket, a kozákok ekkor az orosz cár segítségét kérték és 1654-ben a perejaszlavi szerződésben csatlakoztak Oroszországhoz. Ugyanebben az évben Svédország szállta meg az ország nagy részét. A gondokat súlyosbította, hogy a mágnások egy része az idegen hatalmakat támogatta (mint Janusz Radziwiłł a svédeket). Bár a svédeket 1657-ben, az oroszokat pedig 1662-ben sikerült legyőzni az ország elképesztő károkat szenvedett a seregek vonulásai és fosztogatásai során. Becslések szerint Lengyelország-Litvánia lakosságának harmadát veszítette el, Fehéroroszország pedig egyes régiónak a felét. Az állam a környező nagyhatalmak játékszerévé vált.
A nagy északi háború és a lengyel örökösödési háború tovább pusztította a gazdaságot, az oroszok pedig annak ürügyén, hogy menekült jobbágyokat keresnek, rendszeresen fosztogattak. A 18. század közepére jelenlétük a belorusz földeken többé-kevésbé állandósult.
Végül Lengyelország-Litvániát három lépésben felosztották Oroszország, Ausztria és Poroszország között. Belarusz teljes egészében az Orosz Birodalomhoz került.

## Az Orosz Birodalomban
A mai Belarusz területe a cári Oroszországban a Minszki, Vityebszki, Mogiljovi és Grodnói kormányzóságok között oszlott meg. 1796 és 1802 között létezett egy Belorusz kormányzóság is, de ezt I. Sándor cár túl nagynak és nehezen kormányozhatónak ítélte, ezért felosztotta.
Napóleon 1812-es oroszországi hadjárata idején a nemesség (amely a litván függetlenség visszaállítását szerette volna) alapvetően a franciákat támogatta, míg a parasztok gerillatámadásokat intéztek azok ellen. Napóleon bukása után a cári hatóságok illojálisnak ítélték a lengyel és litván nemeseket és megkezdték helyzetük felülvizsgálatát. Aki nem tudta bizonyítani nemességét, azt megfosztották státuszától. A fehéroroszországi nemesség támogatta a lengyelek 1830-as és 1863-as felkelését.
1839-ben a polocki szinóduson eltörölték a breszti uniót és a görögkatolikusok Oroszország területén az orosz pravoszláv egyház kebelébe kerültek.

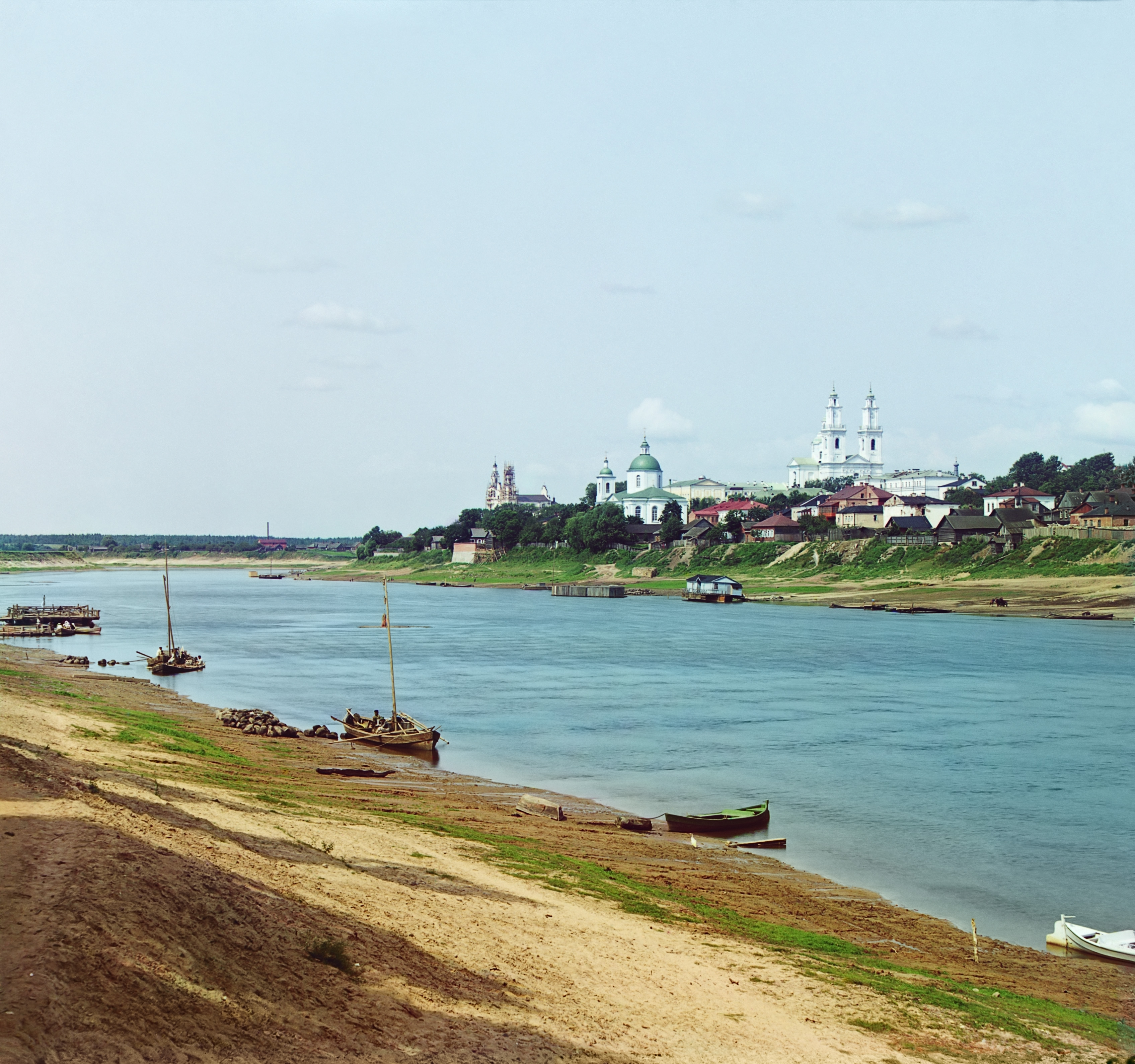
Polack látképe 1912-ben (színes fotó)

Az 1840-es években a kormányzat eloroszosítási politikába fogott. I. Miklós cár megtiltotta a Belorusszia kifejezés használatát és a régiót Északnyugati területre nevezte át. Az iskolákban megtiltották a belorusz nyelv használatát, rossz szemmel nézték a belorusz nyelvű kiadványok nyomtatását és igyekeztek a katolikusokat rábírni, hogy térjenek át a pravoszláv vallásra. Az 1863-as lengyel felkelés bukása után betiltották a belorusz nyelv latin írását és visszatértek a cirill betűkre. Az eloroszosítási törekvések ellenére megindult a nemzeti mozgalom, az írók és költők (mint Jan Czeczot, Władysław Syrokomla vagy Konstanty Kalinowski) igyekeztek létrehozni a belorusz irodalmat. Az önálló Fehéroroszország ötletét a szentpétervári belorusz nemzetiségű diákok egy csoportja, a Homon vette fel először az 1880-as években, a hasonló ukrán mozgalom példájára.
1861-ben az egész országban eltörölték a jobbágyságot. A 19. század második felére Kelet-Európába is elérkezett az ipari forradalom és a gazdaság gyors fejlődésnek indult. A parasztok a városokba, az ipari centrumokba áramlottak; Belaruszból például a bolsevik forradalomig másfél millió ember költözött el.

## Az első világháború és a forradalom

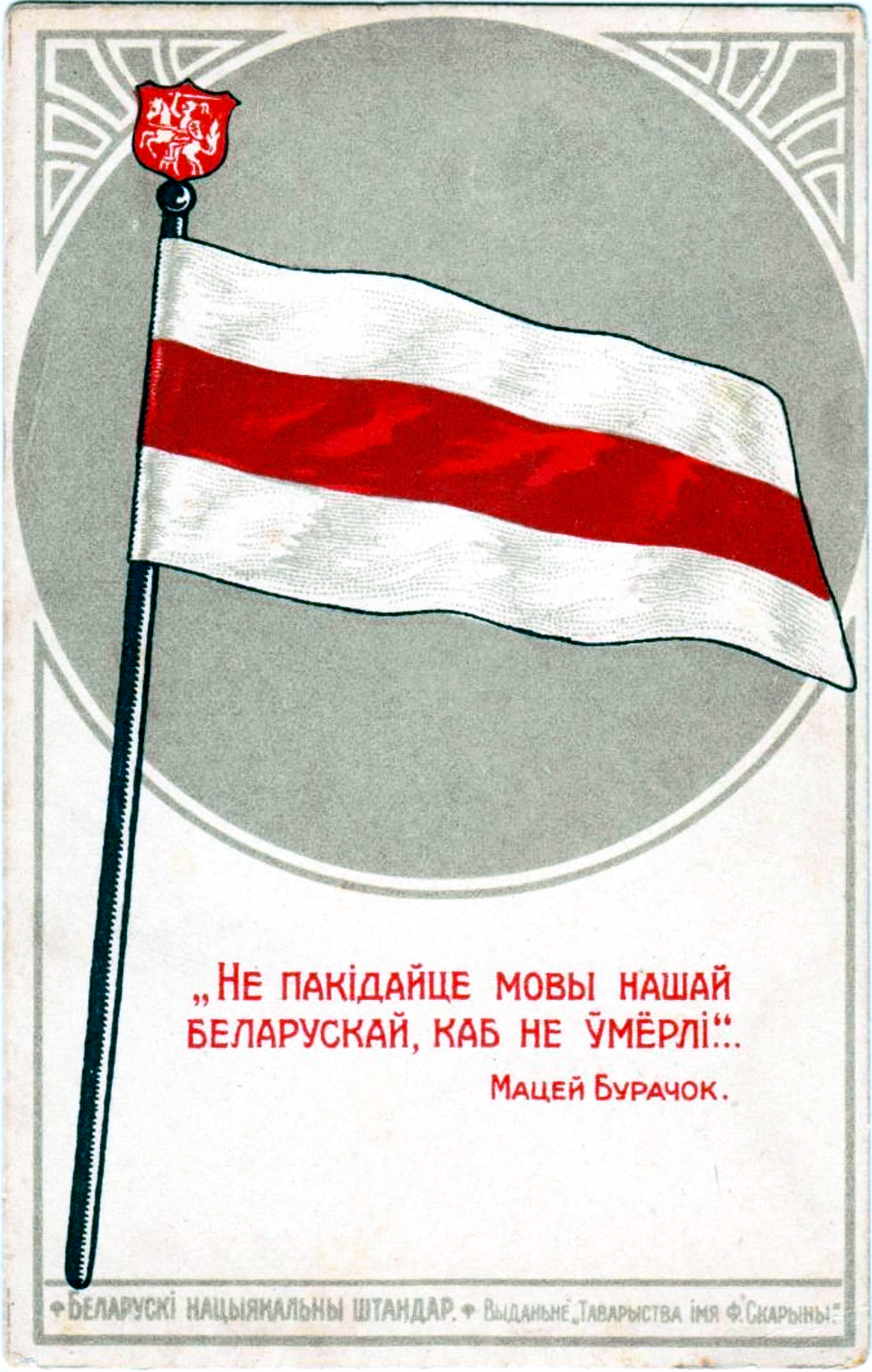
A Belorusz Népköztársaság zászlaja

A világháború első évében Fehéroroszország még viszonylagos távolságban volt a fronttól, ám 1915 májusában, a gorlicei áttörést követően a németek jelentős mértékben előrenyomultak, és az új, rövidített frontvonal áthaladt Nyugat-Belaruszon. Breszt és Pinszk német megszállás alá került, a kelet-belorusz területekről pedig a cári hatóságok kitelepítették az oktatási intézményeket és az ipar nagy részét. A katonai jellegű ipari termelést felfuttatták, pl. Mahiljov és Vicebszk ruhagyártása 1916-ban négyszeresen haladta meg a háború előtti szintet. Nőtt az infláció, a hátországban a munkát egyre inkább a nők és a gyerekek végezték és a polgári lakosságot gyakran közmunkára mozgósították (1916 végén a Minszki kormányzóságban 219 ezer embert).) A németek mintegy 50 ezer km²-t szálltak meg és bevezették a katonai kormányzást. Az Ober-Ost körzet központja Bresztben volt. Az Oroszországba menekült földesurak birtokait német tisztek kezelésébe adták, a mezőgazdasági termékekre beszolgáltatási kötelezettséget, az állatállományra vágási tilalmat rendeltek el. Bevezették az Oberost-rubelt, mint pénzegységet. A német hatóságok belorusz, litván és zsidó iskolákat nyitottak, amelyekben kötelező volt a német és tilos az orosz nyelv oktatása.
1917. december 5-én összeült az I. Összbelorusz kongresszus, ahol az önálló állam és az Oroszországon belüli autonómia hívei ültek össze.
A oroszországi októberi forradalmat követően a bolsevikok béketárgyalásokat kezdeményeztek a németekkel. A tárgyalásról azonban Trockij kivonult, ami után a német hadsereg gyakorlatilag ellenállás nélkül nyomult előre és elfoglalta Minszket. 1918. március 3-án megkötötték a breszt-litovszki békét. Az ebben foglaltak szerint Fehéroroszország nyugati része német megszállás alatt maradt, míg keleti (Vicebszk, Mahiljov) orosz terület maradt. Néhány héttel később, 1918. március 25-én a függetlenségpárti politikusok a német hatóságok támogatásával kikiáltották a Belorusz Népköztársaságot.
1918 végén a németek a nyugati fronton vereséget szenvedtek és a breszt-litovszki béke érvényét vesztette. December 3-án kivonultak Minszkből; 10-én a várost szovjet csapatok foglalták el ellenállás nélkül. A Népköztársaság tanácsa Kaunasba, onnan Berlinbe, végül Prágába menekült. A bolsevikok 1919 január 1-én Szmolenszkben kikiáltották a Belorusz Szovjet Szocialista Köztársaságot, amit független államnak ismertek el, majd két hónap múlva mégis megszüntették. Fehéroroszország keleti felét Oroszországhoz csatolták a nyugatit pedig a litvániai bábállamukkal egyesítették a Litván–Belorusz Szovjet Szocialista Köztársaságban. A lengyel–szovjet háborúban a lengyelek elfoglalták a rövid életű állam litván területeit, sőt 1919 augusztus 8-án Minszket is megszállták. Az 1921-ben megkötött rigai békében Nyugat-Fehéroroszország a Curzon-vonal alapján Lengyelországhoz került. Kelet-Fehéroroszországban 1920. július 31-én ismételten megalapították a Belorusz Szovjet Szocialista Köztársaságot, amely 1922-ben csatlakozott a Szovjetunióhoz. 1920 végén a nemzeti irreguláris erők Szluckban felkelést kezdeményeztek a független Belarusz visszaállítására, de a Vörös Hadsereg egy hónapon belül leverte a lázadást.

## A Belorusz SZSZK az 1920-as és 1930-as években

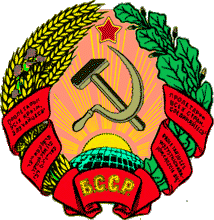
A Belorusz SZSZK1938-ig érvényben lévő címere. A Világ proletárjai egyesüljetek! a köztársaság négy hivatalos nyelvén van a szalagokra írva

1924 márciusában az Orosz SZFSZK-tól visszacsatoltak 15 járást a Belorusz SZSZK-hoz, amelynek területe így 110 584 km²-re, népessége 4,2 millióra nőtt, amelyből 70,4% volt fehérorosz nemzetiségű. 1926-ban újabb két járást (benne Homel városát) csatoltak vissza és a tagköztársaság újabb 15 727 km²-el és 649 ezer lakossal gyarapodott. A Szovjetunió akkori nemzetiségi politikájának megfelelően jelentősen kiszélesítették a belorusz nyelv használatát és megkezdődött a – szocialista – kultúra fejlesztése is.
Az 1920-as és 1930-as években erőteljes (sok esetben erőltetett) iparosítás zajlott, nem csak a Belorusz SZSZK-ban, hanem az egész országban. Előtte a köztársaság a Szovjetunió lakosságának 3,4%-át adta, de az ipari termeléshez csak 1,6%-ban járult hozz. Fejlesztették a könnyű-, élelmiszer-, fafeldolgozó- és vegyipari üzemeket, a második ötéves tervtől pedig az építőipart és gépgyártást is. Három ötéves terv alatt az ipari termelés 23-szorosára növekedett (ezalatt a lengyel Nyugat-Belaruszban 8,1-szeresére). A mezőgazdaságot kollektivizálták.
Az 1920-as években a fehérorosz, jiddis, lengyel és orosz nyelvek mind a köztársaság hivatalos nyelvei voltak. A 30-as években a lengyeleknek nemzetiségi járást is kialakítottak. 1933-ban jelentős módosításokat hajtottak végre a belorusz ábécében és az orosz cirillbetűs íráshoz tették hasonlóvá.
Sztálin politikai tisztogatásainak a belorusz értelmiség, a kulturális elit és a vagyonos parasztság is áldozatául esett. Sokukat kivégezték, másokat Szibériába vagy Közép-Ázsiába telepítették át. A köztársaság 540-570 írójából-költőjéből 80%-ot (440-460) száműztek, bebörtönöztek vagy kivégeztek. Belaruszból becslések szerint 600-700 ezer ember került a gulágra, 300 ezret pedig agyonlőttek. A tisztogatások során külön kategóriába sorolták a lengyeleket: nemzetiségi járásukat 1938-ban megszüntették, őket pedig Kazahsztánba vagy Szibériába telepítették.

## Lengyel-Belarusz (1921-1939)

Pinszki zsidók (1924)

A Lengyelországhoz tartozó Nyugat-Belarusz területe a Białystoki, Vilnai, Nowogródeki és Poléziai vajdaságok között volt szétosztva. A kormányzat megpróbálta ellengyelesíteni (polonizálni) a lakosságot. Már 1923-ban 37 kivételével megszüntették az addigi 400 belorusz nyelvű iskolát; cserébe alapítottak 3380 lengyelt. 1939-ben az egész országrészben 5 belorusz középiskola maradt. 1300 pravoszláv templomot katolikussá alakítottak át. Nyugat-Belaruszba mintegy 30 ezer lengyel telepest (osadnik) irányítottak, főleg háborús veteránokat és tisztviselőket.
Az 1922-es választások után az országrészből 11 képviselő és 3 szenátor került a parlament alsó- és felsőházába, akik megalapították a belorusz képviselői klubot. 1925-ben megalakult a Belorusz Munkás-Paraszt Szövetség párt. Piłsudski 1926-os puccsa és a tekintélyelvű rendszer kialakítása után a kisebbségek helyzete megromlott. 1927 januárjában letartóztatták a belorusz párt vezetőit (Branyiszlau Taraskevicset és másokat), két hónappal később pedig betiltották a pártot. 1928-ban már csak egy belorusz nemzetiségű képviselő ült a szejmben, 1935 után pedig egy sem.
1939-re valamennyi belorusz iskolát lengyellé alakítottak át, és a megmaradt 500 pravoszláv templomból 300-at a katolikus egyháznak adtak át.

## A második világháború
1939. szeptember 1-én Németország megtámadta Lengyelországot és a Molotov–Ribbentrop-paktum értelmében a szovjet csapatok megszállták és a Belorusz SZSZK-hoz csatolták Nyugat-Belaruszt. A BSZSZK Legfelsőbb Tanácsa november 22-én soron kívüli ülésen fogadta el az egyesítésről szóló törvényt. A köztársaság területe 225,7 ezer km²-re, lakossága 10,2 millióra nőtt. Az ipari létesítményeket és a földeket államosították. Az állambiztonsági hatóságok több tízezer embert – főleg lengyeleket és zsidókat – tartóztattak le és hurcoltak a lágerekbe vagy gyilkoltak meg.
Az elcsatolt terület egy részét (Vilnius városát) Litvániának, egy másikat (Poléziát) az Ukrán SZSZK-nak adták át.
1941. június 22-én a német csapatok megtámadták a Szovjetuniót; annak is a Németországgal közvetlenül határos részét, a Belorusz SZSZK-t. Bár a Wehrmacht rendkívül gyorsan haladt előre és június 28-án már Minszket is megszállták, a szovjet hatóságoknak volt idejük, hogy kitelepítsék a köztársaság lakosságának mintegy 20%-át, agyonlőjék a politikai foglyokat és megsemmisítsék az élelmiszerkészleteket. Bár a körülzárt szovjet egységek makacsul védekeztek (pl. a breszti erőd védői), a köztársaság területe augusztus végére teljesen német megszállás alá került. Nagy részét a Reichskommissariat Ostlandhoz, a határmenti területet (Bezirk Bialystok) pedig közvetlenül Németország kelet-poroszországi régiójához csatolták. A megszálló hatóságok 1943-ban kísérletet tettek egy bábállam létrehozására és megalakították a Fehérorosz Központi Tanácsot, amely átvette tőlük az adminisztratív teendők egy részét.
A megszállók brutális elnyomó rendszert vezettek be. A köztársaság területén 287 fogolytábort hoztak létre, amelyekben összesen kb. 1,7 millió helyi lakost és szovjet hadifoglyot gyilkoltak meg. Közel 400 ezer embert németországi kényszermunkára hurcoltak el. 9857 települést teljesen elpusztítottak, ebből 5460-at (teljesen vagy részben) lakosaival együtt.
Röviddel a megszállás után megindult egy erőteljes partizánmozgalom is, ami miatt a németeknek jelentős erőket kellett állomásoztatniuk a régióban. 1944-ben a szovjet hatóságok felmérése szerint Belaruszban 373 942 partizán harcolt a németek és kollaboránsaik ellen. A megszállókkal együttműködő lakosság ellen a partizánok is intéztek sok életet követelő támadásokat.
A Belorusz SZSZK keleti és délkeleti részét 1943 őszén foglalta vissza a Vörös Hadsereg; a köztársaség teljes egészében 1944 nyarára szabadult fel a Bagratyion hadművelet keretében. A háború után még néhány évig szovjetellenes partizáncsapatok (mint a németek által kiképzett Csorni kot – Fekete macska – csoport) is intéztek támadásokat a hatóságok ellen, amíg az NKVD fel nem számolta őket.
Különböző becslések szerint a második világháborúban Belarusz vesztesége 750 ezer és 3 millió között volt. 209 város és kisváros, valamint több mint 9 ezer falu teljesen vagy részlegesen megsemmisült. Különösen sokat szenvedett a zsidó lakosság; a háború előtti kb. 1 millióból 400-840 ezren vesztek oda és ebből csak 48 ezren a fronton, a többieket meggyilkolták.). Bresztben például 1941-ben 25 ezer zsidó élt; a háború végére 186-an maradtak.

## A Belorusz SZSZK (1945-1990)

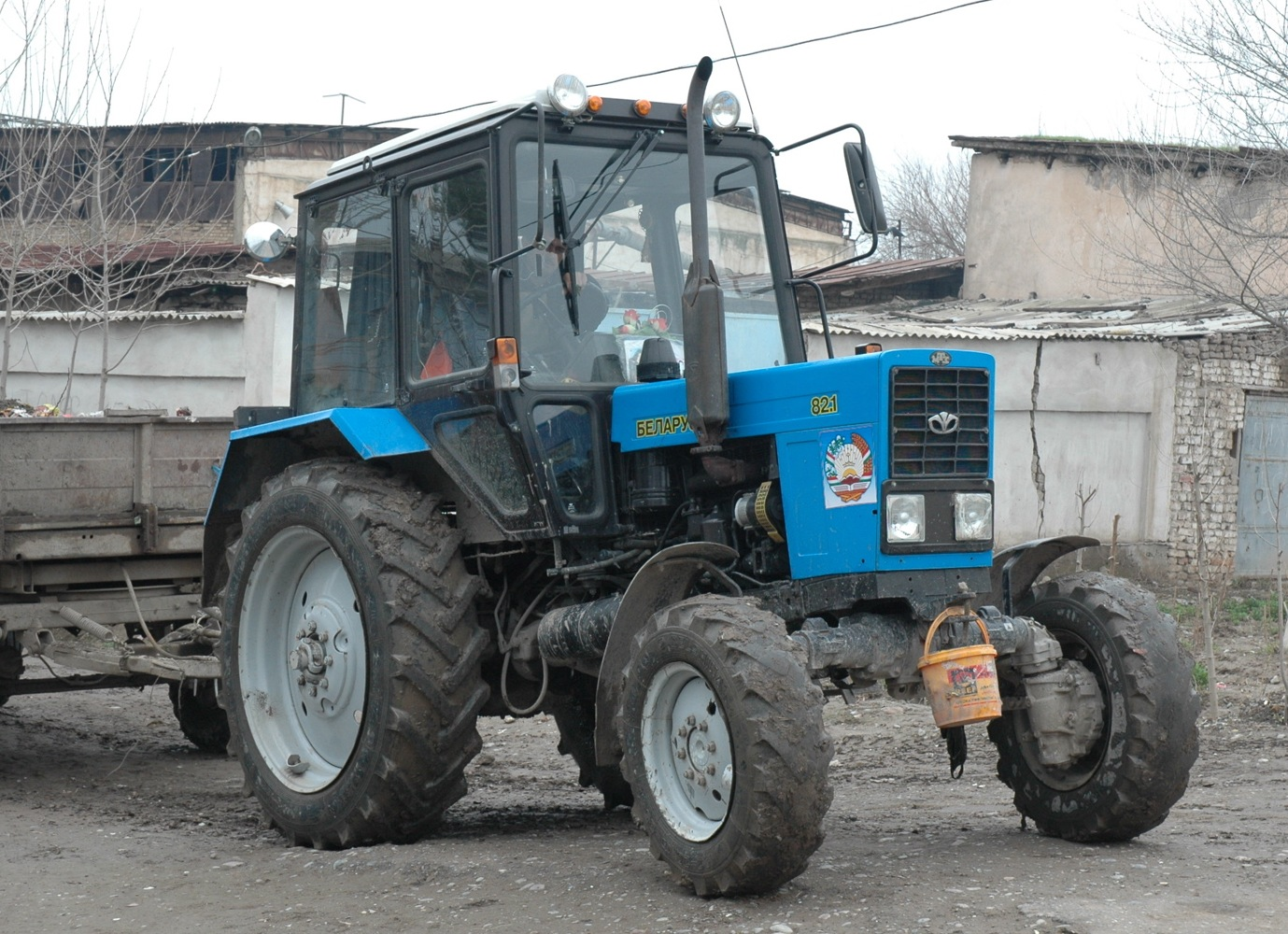
A Minszki Traktorgyár MTZ-80-asát az 1970-es évek óta gyártják

A világháború után, 1945-ben Belarusz (Ukrajnával együtt) külön alapító tagja volt az ENSZ-nek (így a Szovjetuniónak összesen három szavazata volt a szervezetben). Ugyanezen év augusztusában véglegesítették a belorusz-lengyel határt: a Białystoki terület és a Breszti terület három járása Lengyelországhoz került. Több mint 200 ezer lengyel elmenekült, vagy elűzték őket Lengyelországba; jelentős számú lengyelt az NKVD tartóztatott le.
A háború majdnem teljesen elpusztította a köztársaság iparát: teljesítménye csak 20%-a volt a korábbinak. A legtöbb keletre áttelepített gyár nem került vissza, de Moszkva erőteljes iparosításba fogott és a vegyipar, gépgyártás, illetve a nehézgépjármű-gyártás vált a belorusz ipar húzóágazatává (BelAZ, MAZ, Minszki Traktorgyár). A BSZSZK lett a szovjet gazdaság „összeszerelőüzeme”. Az iparosítás miatt nagy tömegben költöztettek be munkásokat más tagköztársaságokból (főleg oroszokat) és a közigazgatás hivatalos nyelve is az orosz lett. Igen sokan költöztek be a városokba és a hagyományosan a nemzet alapját képező belorusz paraszti osztály a teljesen kollektivizált országban megszűnt létezni.
A Szovjet Hadsereg egyik legnagyobb és leggyorsabban hadrafogható körzete a Belorusz katonai körzet volt. Több mint 32 ezer belorusz harcolt az afganisztáni háborúban; közülük kb. ezren estek el.
Az 1986-os csernobili atomerőmű-baleset súlyosan érintette Belaruszt; a radioaktív csapadék mintegy 60%-a a köztársaság területét érte. 50 ezer km² volt érintett és 135 ezer embert kellett véglegesen kitelepíteni a katasztrófa miatt.

## A függetlenség kivívása
A 80-as évek második felében a peresztrojka politikája kavarta fel a politikai állóvizet, utána pedig Csernobil, majd Kurapati okozott társadalmi megrendülést. 1988-ban felfedezték, hogy a Minszk melletti Kurapati erdő tömegsírokat rejt; az NKVD itt végezte ki áldozatait a sztálini terror idején. Különböző becslések 7 ezertől 250 ezerig teszik az itt elföldelt áldozatok számát. Megalakult az Adradzsenyje („Újjászületés”) Belorusz nemzeti front; tüntetéseket szerveztek, amiket a rendőrség eleinte könnygázzal oszlatott szét, de 1989-ben már 40, sőt 100 ezres tömegek tüntettek Minszkben.
1990. július 27-én a Belorusz Legfelsőbb Tanács kinyilvánította az ország szuverenitását (ami akkor még nem jelentette az unióból való kilépést). 1991 márciusában egy népszavazáson a résztvevők 82,7%-a a Szovjetunió fennmaradására szavazott. Az augusztusi moszkvai puccskísérlet után azonban a Tanács 1991. augusztus 25-én kimondta a független Belarusz létrejöttét. Szeptember 19-én az országot átnevezték Belorusz Köztársaságra, új fehér-vörös-fehér zászlót és a hagyományos lovagos címert fogadtak el. A független Fehéroroszország első államfője Sztanyiszlav Suskevics lett.
1991. december 8-án megalakult a Független Államok Közössége, amelynek Fehéroroszország alapító tagja volt.

## A modern Belarusz

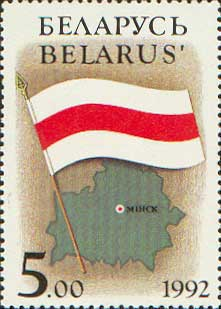
Fehéroroszország zászlaja egy 1992-es bélyegen

1992-ben bevezették a nemzeti valutát, a belorusz rubelt és megkezdték a fegyveres erők megszervezését. A következő évben az ország elfogadta a nukleáris fegyverek terjedésének korlátozásáról szóló egyezményt és területéről elszállították valamennyi korábbi szovjet atomfegyvert.
Ugyanebben az évben felszabadították az árakat, az életszínvonal gyors csökkenésnek indult, márciusban és áprilisban a szalihorszki bányászok sztrájkkal tiltakoztak romló helyzetük miatt. 1993-ban megkezdődött a privatizáció.
1994. január 26-án Suskevicset felmentették a Legfelső Tanács elnökségéből és ideiglenesen Mjacseszlav Hribet nevezték ki a választásokig. 1994. március 15-én elfogadták az új alkotmányt. Az 1994-es választásokat korrupcióellenes baloldali programmal Aljakszandr Lukasenka nyerte (a június 19-én tartott első fordulóban 44,8%-os, a július 10-ei második fordulóban 80%-os eredménnyel). Ellenfelei Suskevics (9,9%), Paznyak (12,9%) és Vjacseszlav Kebics (17,3%) miniszterelnök voltak. A gazdasági válság megfékezésére leállította a privatizációt és az ország gazdaságát fokozatosan központi irányítás alá vonta. Intézkedései miatt a Világbank és a Nemzetközi Valutaalap leállította a hitelek folyósítását. Széles körű támogatottságát az életszínvonal csökkenésének megállításával, a szovjet rendszer szociális vívmányainak fenntartásával érte el. Ennek a politikának eredményeként a volt szovjet tagköztársaságok közül itt volt a legalacsonyabb a szegények aránya és itt volt a legkisebb a jövedelmi egyenlőtlenség. 1995. május 14-én tartották az ország első parlamenti választását és ezzel egy időben referendumot, amely többek között a szovjet állami jelképek visszaállításáról, az orosz nyelv második hivatalos nyelvvé tételéről és az elnök jogainak kibővítéséről szólt. A résztvevők 75%-a támogatta ezeket a célokat, a parlament képviselőit viszont csak két pótszavazással sikerült megválasztani.

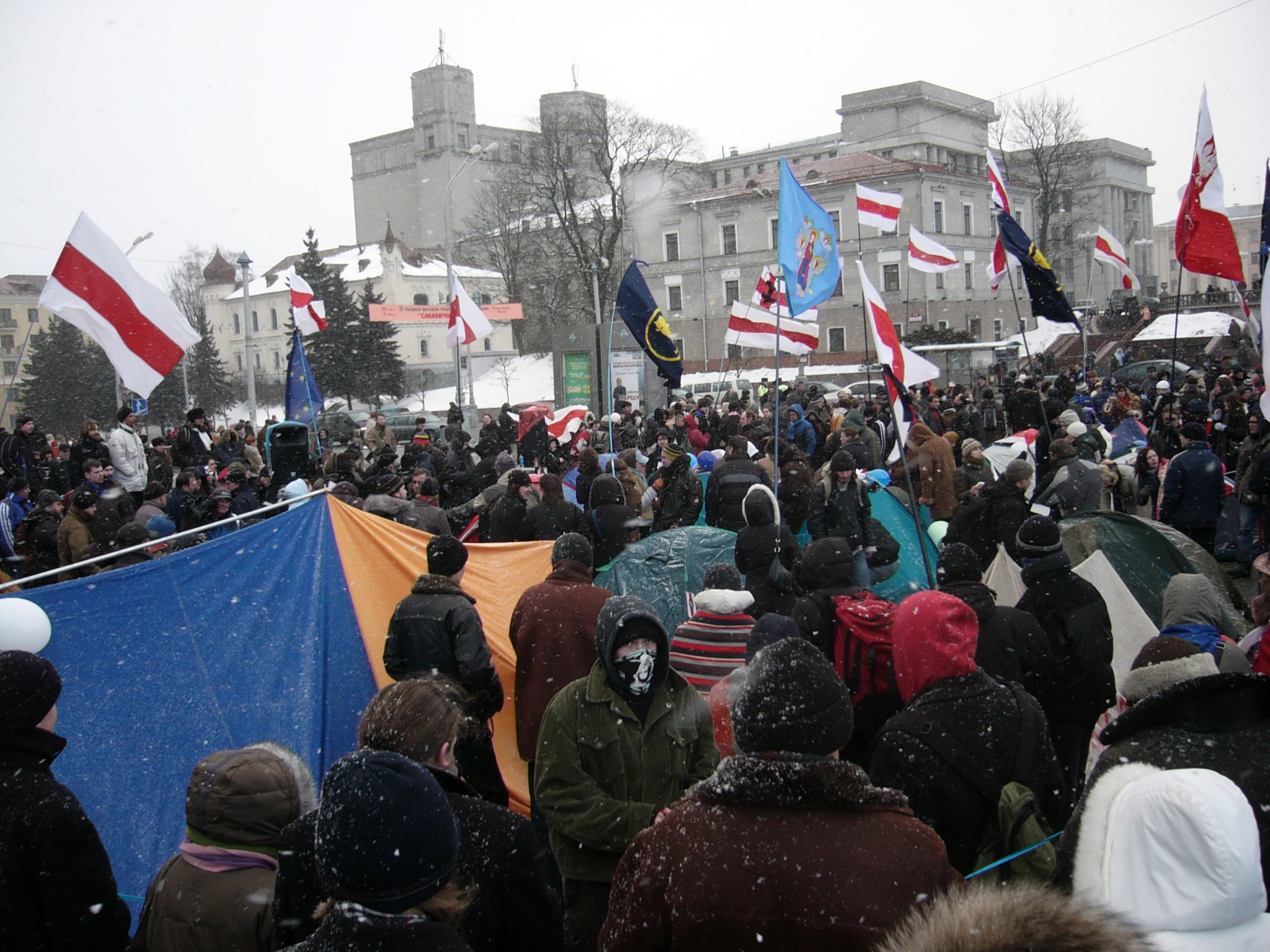
Ellenzéki tüntetők a 2006-os választások után Minszkben

1996 áprilisában a Belarusz Népi Front tüntetésekkel próbálta megdönteni Lukasenkót, de nem járt sikerrel, vezetője, Zjanon Paznyak az Egyesült Államokba menekült. Az 1996. november 25-én tartott újabb referendumon a résztvevők 70,5%-a megszavazta az alkotmány módosítását, amely az elnöki jogkörök kibővítésével járt. 89 ellenzéki parlamenti képviselőt (akik közül 70-en 1996 nyarán petíciót írtak alá az elnök lemondására alkotmánysértés miatt) megfosztottak mandátumától, Mihail Csihir kormányfőt is távozásra kényszerítették. 1998 áprilisában Lukasenko szerződést írt alá az orosz-belarusz gazdasági unió létrehozásáról. 1998 nyarán, az orosz gazdasági válság okozta krízisben számos gazdasági vezetőt tartóztattak le szabotázs vádjával. 2000 januárjában denominálták a teljesen elértéktelenedett rubelt, az új rubel 1000:1 arányban váltotta fel a régit.
2001 szeptemberében Lukasenkát újraválasztották 75,6%-kal, ellenfele Vlagyimir Goncsarik volt, aki 15,6%-ot ért el. 2004 októberében ismét alkotmánymódosító referendumot tartottak, melynek során a lakosság 77%-a támogatta, hogy Lukasenko harmadszor is indulhasson az elnökválasztáson. A 2006.március 19-én tartott harmadik elnökválasztáson Lukasenko 82,6%-ot ért el, a három ellenzéki jelölt gyengén szerepelt: Alekszandr Milinkevics 6%-ot, Szergej Gajdukevics 3,5%-ot, Alekszandr Kozulin 2,3%-ot ért el. Az ellenzékiek számos tüntetést tartottak Minszkben az eredmény ellen tiltakozva és számos külföldi kormány (elsősorban az amerikai, amely az országot „Európa utolsó diktatúrája“-ként tartja számon) csalással vádolta az elnököt. Az ellenzék vezetőit számos tüntetővel együtt letartóztatták, Kozulint ötévi börtönbüntetésre ítélték.
A 2008-as parlamenti választáson ismét nem nyert egyetlen ellenzéki képviselőjelölt sem. A nyugati országok szerint a választás nem felelt meg a demokratikus kívánalmaknak. 2008-2009-ben Belarusz (Ukrajnával, Moldovával, Grúziával, Örményországgal és Azerbajdzsánnal együtt) részt vett az Európai Unió Keleti Partnerség programjában.

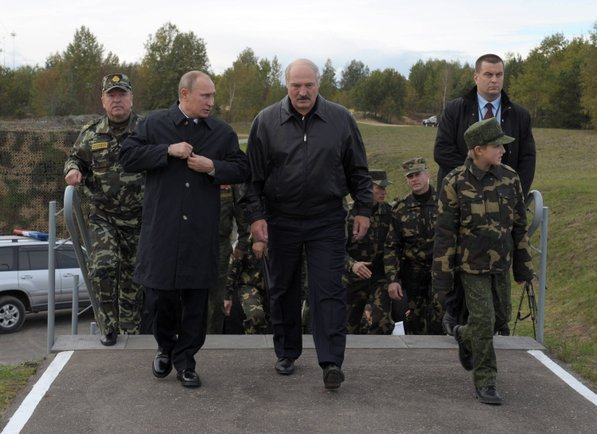
Vlagyimir Putyin és Aljakszandr Lukasenka egy 2013-as közös hadgyakorlaton

2010 decemberében Lukasenka ismét megnyerte az elnökválasztást és elkezdhette negyedik terminusát.
2011. április 11-én két merénylő bombát robbantott a minszki metróban és 15-en meghaltak. A tetteseket elfogták és a bíróság halálra ítélte őket, de a tettük okát nem sikerült megnyugtatóan kideríteni. 2011. szeptember 16-án elnöki rendeletben eltörölték a téli időszámítást, pár nappal Ukrajna előtt, így a Greenwichi időzónához képest +3 óra a hivatalos időzóna. Szintén 2011-ben gazdasági válság sújtotta az országot, a rubel értéke csökkent, az árak emelkedtek. Országszerte tüntetéseket szerveztek, amelyeket a rendőrség feloszlatott.
2012. május 29-én Oroszország, Belarusz és Kazahsztán létrehozta az Egységes gazdasági térséget, az érintett országok vámunióját, amihez később Örményország és Kirgizisztán is csatlakozott. Az együttműködés (Kirgizisztán kivételével) 2015. január 1-től az Eurázsiai Gazdasági Unióvá fokozódott.
A 2015-ös elnökválasztást ismét Lukasenka nyerte. 2016-ban parlamenti választást tartottak, amelynek során 20 év óta először ellenzéki képviselők is bejutottak a törvényhozásba.

## A békés forradalom
A 2020. augusztus 9-én a Lukasenka által elcsalt elnökválasztást követően tüntetések törtek ki Fehéroroszországban. A forradalmárok az elnök lemondását és szabad demokratikus választást követelték. A tüntetőket Lukasenka fegyveres erővel próbálta feloszlatni. A tüntetések során több ezer embert tartóztattak le, és halálesetek is történtek. Az ellenzék vezetője Szvjatlana Cihanovszkaja. Augusztus 18-án megalakult a Koordinációs Tanács, amelynek célja a hatalom békés átadása.[forrás?]

## Fordítás
- Ez a szócikk részben vagy egészben  a(z)   История Белоруссии című orosz Wikipédia-szócikk ezen változatának fordításán alapul.  Az eredeti cikk szerkesztőit annak laptörténete sorolja fel. Ez a jelzés csupán a megfogalmazás eredetét és a szerzői jogokat jelzi, nem szolgál a cikkben szereplő információk forrásmegjelöléseként.
- Ez a szócikk részben vagy egészben  a   History of Belarus című angol Wikipédia-szócikk ezen változatának fordításán alapul.  Az eredeti cikk szerkesztőit annak laptörténete sorolja fel. Ez a jelzés csupán a megfogalmazás eredetét és a szerzői jogokat jelzi, nem szolgál a cikkben szereplő információk forrásmegjelöléseként.